# ترک‌ستیزی
ترک‌ستیزی، به احساسات و اعمالی که حاوی تبعیض، عملیات خصمانه و نفرت علیه اقوام ترک‌تبار، فرهنگ ترکی، امپراتوری عثمانی و کشور ترکیه باشد، گفته می‌شود.
ترک‌ستیزی همیشه شامل ترک‌های ترکیه نمی‌شود؛ بلکه می‌تواند به اقوام گوناگون ترک در کشورهای بالکان نظیر بوسنی، اقوام ترک‌تبار شوروی و بعدتر روسیه، ترک‌زبان‌های آذربایجان ایران و جمهوری آذربایجان و غیره اشاره داشته باشد. ترک‌ستیزی شامل حال ترک‌های عثمانی «ترک‌های استانبولی» که در خارج از ترکیه نظیر ترک‌های اروپا به صورت مهاجر زندگی می‌کنند نیز می‌شود.

## تاریخچه ابتدایی
ریشه ترک هراسی می‌تواند از تهاجم هون‌ها به اروپا باشد. زمانی که هون‌ها یا ترک‌ها به صورت انبوهی از اقوامی کوچرو و بی‌رحم وارد اروپا شدند و الهام بخش ترس و وحشت در میان بومیان اروپا شدند. شواهد بعدی ضدترکی در اروپا مربوط به سال‌های ۱۴۵۳/۵۴ و به یک شکل مذهبی تودها در برابر ترک‌ها (به لاتین: missa contra Turcos) است. در سال ۱۸۷۰ میلادی احساس‌های ضد ترکی به ترک هراسی تعریف شد. ترک‌هراسی از سقوط قسطنطنیه و جنگ‌های ترک‌ها در اواخر قرون وسطی مختصری اثر گرفت. کوشش‌های مسیحیان غربی از گسترش امپراتوری عثمانی ریشه می‌گیرد. در میانه قرن پانزدهم میلادی توده‌های ویژه‌ای که توده‌ها علیه ترک‌ها نامیده می‌شدند در مکان‌های گوناگون در اروپا مراسم برگزار می‌کردند. پیام این توده‌ها این بود که تنها راه ممکن برای پیروزی در برابر ترک‌ها یاری جستن از خداوند است که یک جامعه مسیحی برای پایداری در برابر ظلم ترک‌ها به آن نیاز دارد.

### قرن ۱۶ میلادی

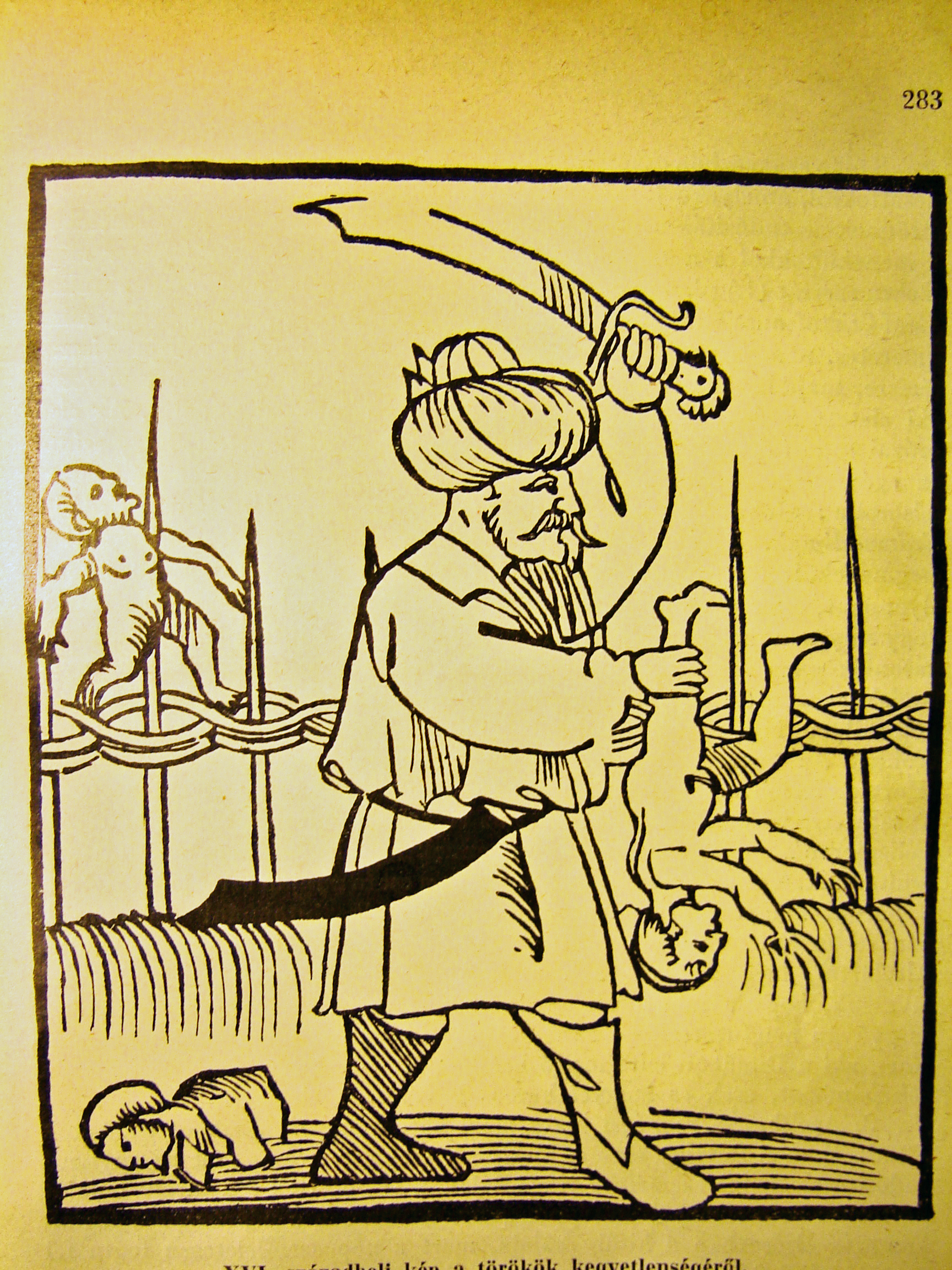
یک سرباز عثمانی در حال کشتار. موزه ملی مجارستان

در قرن ۱۶ میلادی حدود ۲۵۰۰ نشریه دربارهٔ ترک‌ها در سراسر اروپا (بیش از هزار نشریه در آلمان) پخش شده بود. در این نشریات تصویر یک ترک خونخوار برای خواننده ترسیم شده بود. در حقیقت در طول دوره ۱۴۸۰ تا ۱۶۱۰ دو برابر کتاب‌هایی که دربارهٔ کشف آمریکا نوشته شده بود، دربارهٔ تهدید اروپا از جانب ترک‌ها کتاب منتشر شده بود.
در طول این دوره امپراتوری عثمانی بالکان را تصرف کرده و وین را به محاصره خود درآورده بود و نگرانی زیادی از گسترش و پیشرفت عثمانی در اروپا و عمیقاً در آلمان به وجود آمده بود. لوتر هوشمندانه از این نگرانی با این عنوان که ترک‌ها عوامل شیطان هستند که همراه با ضدمسیح در قلب کلیسای کاتولیک، روم، آخرین روزهای جهان که در کتاب مکاشفات یوحنا گفته شده است را رقم می‌زنند.
مارتین لوتر حمله ترک‌ها به اروپا را نشانه مجازات مسیحیان از سوی خداوند می‌دانست که اجازه داده بودند فساد هم به کلیسا و هم به درگاه پاپ رسوخ کند. لوتر و هوادارانش اقدامات مهمی را انجام دادند تا نبرد میان عثمانی و هابسبورگ را نبردی میان مسیح و ضدمسیح یا میان خدا و شیطان نشان دهند.
امپراتوری پرتغال که در پی تصرف سرزمین‌های بیشتری در شرق آفریقا و دیگر نقاط جهان بود از هر برخوردی با «ترک‌های دهشتناک» استفاده کرد تا این فرصت را برای نخستین بار به‌دست‌آورد تا با ایجاد اعتبار به عنوان قهرمان ایمان در تاریخ، خود را هم طراز با دیگر اروپاییان معرفی کند.
داستان ترک و گرگ نیز یک تصویر منفی از ترک‌ها در اروپا ترسیم کرد. ادعا می‌شد که ترک-گرگ موجودی آدمخوار است که نیمی گرگ و نیمی انسان است با سر و دمی مانند گرگ. نیروی نظامی و بی‌رحمی ظالمانه از ویژگی‌هایی بود که در همه این ادعاها مطرح می‌شد.

### قرن ۱۷ میلادی
در طول قرن هفدهم ترک و روش زندگی ترک‌ها به دلایل عقیدتی و سیاسی همچنان به صورت منفی نمایش داده می‌شد. استفاده از واژه‌های ترک و آداب ترکی در طول قرن ۱۷ و ۱۸ میلادی به عنوان یک سلاح عقیدتی دربارهٔ استدلال‌های روشنگری که دربارهٔ ماهیت حکومت بود، بکار می‌رفت. نویسنده‌ها تصویری نادرستی از مردم ترک ارائه می‌دادند با این وجود این تصویر پذیرفته شد. دقت کمی در نوشته‌هایی که در خصوص مردم ترک بود می‌شد و آنچه اهمیت داشت خیالات اشتباه بود.

### قرن ۱۸ میلادی
در این سده، ولتر و دیگر نویسندگان اروپایی از ترک‌ها به عنوان ظالمانی که میراث فرهنگی اروپا را از بین بردند، انتقاد می‌کنند.

### در درون امپراتوری عثمانی
در داخل امپراتوری عثمانی نام ترک گاهی برای ترکمنهای روستایی و اهل مناطق دورافتاده، روستایی نادان و دهقانان بی‌سواد درون آناتولی مورد استفاده قرار می‌گرفت. اصطلاح "Etrak-i bi-idrak" (اتراک بی‌ادراک) مثالی از بازی با واژها در امپراتوری عثمانی به معنی ترک نادان است.
همچنین عثمانی‌ها از اصطلاح «ترک خر» برای اشاره به ترک‌ها استفاده می‌کردند. مثلاً در میانه جنگ چالدران سلطان سلیم اول در نامه‌ای به شاه اسماعیل می‌گوید: «من سلطان سلیم پسر سلطان بایزیدم تو کیستی ای ترک خر؟»
در دیوان همایون حافظ احمد چلبی در سال ۱۴۴۹ میلادی در شعری در نکوهش ترکان می‌نویسد:
Sakın Türkü insan sanma
Bir an bile olsa Türkle birlikte olma.
Türk eline şeker alsa o şeker zehir olur.
Türk'ün başını keserken sakın gam yeme.
Baban da olsa Türkü öldür.
برای یک دم نیز ترک را انسان نشمار.
برای یک دم نیز اگر باشد، با ترک یکی نباش.
در دست ترک اگر شکر هم باشد، تبدیل به زهر می‌شود.
از بریدن سر ترک غم مخور.
اگر ترک پدرت هم بود، ترک را بکش.
سلطان محمد فاتح در بازگشت از جنگ، زمانی که کسی را یافت که با چاقویی گوش ترکمنهای کشته شده را می‌برید، از وی خواست این کار را به او آموزش دهد و به او گفت که به این کار ادامه دهد.
عثمانی‌ها به عنوان طبقه حاکم به چشم تحقیر به رعایای ترک خود نگاه می‌کردند و آن‌ها را «ترک خر» (Eşek Turk) و «ترک احمق» (Kaba Turk) می‌نامیدند. اصطلاحاتی چون «کله ترکی» (Turk-head) و «یارو ترکه» (Turk-person) در خود دربار عثمانی و برای تحقیر نیز به کار گرفته می‌شد.

## در دوران معاصر
پیش از ۱۹۶۰ میلادی ترکیه مهاجرین کمی داشت ولی پس از تصویب قانون اساسی تازه در سال ۱۹۶۱ مهاجرت‌ها به بیرون آغاز شد. به تدریج، در برخی از کشورهای غربی ترک‌ها اقلیت قومی برجسته‌ای را به وجود آوردند؛ در نتیجه، به صور فزاینده‌ای مرئی و ملموس شدند ولی از زمانی که ترک یک اقلیت ملموس شد، تبعیض‌ها نیز علیه آن‌ها آغاز گردید.
واژه ترک برابر معانی همچون بربر یا کافر در زبان‌های مختلف اروپایی پیدا کرد یا از واژه ترک به معنی لکه ننگ یا نفرین شده‌استفاده می‌شد. این نگاه منفی در اروپا باعث ایجاد یک تصویر بد از ترک در آمریکا شد.

### آلمان

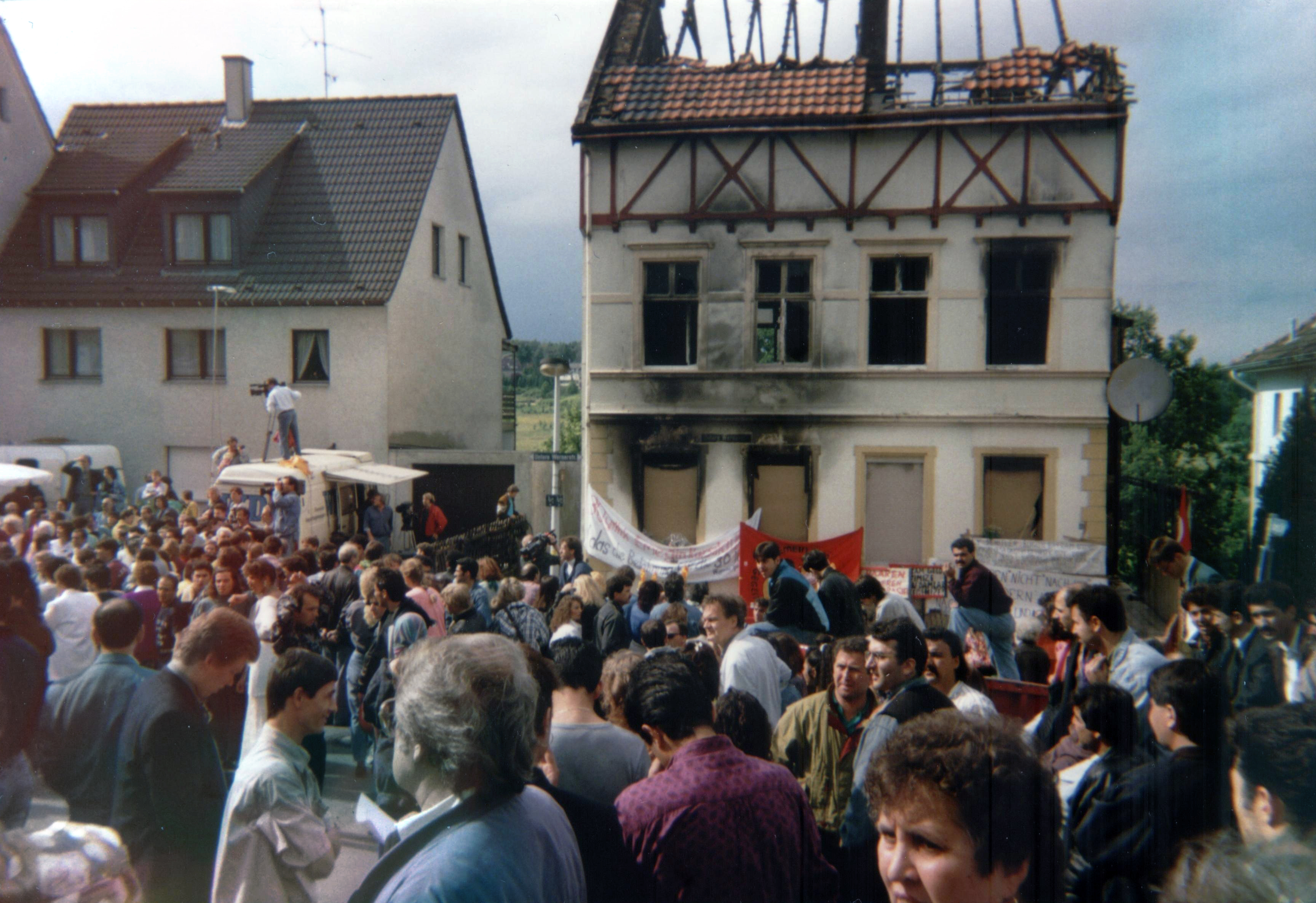
بمب‌گذاری در خانهٔ خانواده‌های ترک در آلمان در سال ۱۹۹۳

ترک‌ها بزرگ‌ترین اقلیت قومی در آلمان معاصر هستند ولی به صورت روزمره در موقعیت‌های گوناگون در برابر آن‌ها تبعیض صورت می‌گیرد. پس از تصویب قانون اساسی جدید در سال ۱۹۶۱ میلادی بسیاری ترک‌ها به خارج از کشور مهاجرت کردند. زمانی که جمعیت ترک‌های کارگر در آلمان به سه میلیون تن رسید، این اقلیت به خوبی به عنوان هدفی برای خشونت‌های شونیستی و نژادپرستانه شناخته شدند. پس از سال ۱۹۸۰، رشد بیگانه ستیزی با هدف قرار دادن اقلیت‌های ترک به موازات با نرخ بیکاری و پنهان شدن احساسات ضدیهودی راه را برای اقدامات علیه ترک‌ها باز کرد. ترک‌ها هدف جک‌ها و گفتمان‌های عمومی مخربی قرار گرفتند که در آن همه چیزهای آن‌ها از قبیل مزه متفاوت خوراک‌هایشان، نوع پوشاکشان، نام‌هایشان و حتی شیوه‌های ادامه حیاتشان به سخره گرفته شد. آن‌ها جک‌هایی بودند که به صورت مشخص حاوی مضامین دشمنانه و پرخاشگرایانه‌ای بودند که نتیجه آن افزایش اعمال خشونت‌آمیز در برابر ترک‌ها بود. از نتایج این رفتارهای تبعیض‌آمیز پیامدهایی است که به زیان ترک‌ها در آلمان رواج پیدا کرد.
میان سال‌های ۱۹۹۰ و ۱۹۹۲ اقدامات ضدترکی در آلمان توسط گروه‌های راستگرا افزایش یافت. در سال ۱۹۹۳ در منازل ترک‌های آلمان بمب‌گذاری‌هایی توسط گروه مدرن ضدخارجی آلمانی انجام گرفت. در ۲۵ دسامبر ۱۹۹۲ سه ترک در انفجار بمبی در مولن آلمان کشته شدند. حادثه بعدی در وستفالن در تاریخ ۲۹ مه ۱۹۹۳ در زولینگن بود که آتش‌سوزی در خانه خانواده‌ای ترک به وقوع پیوست که ۲۳ سال در آلمان زندگی می‌کردند و در این حادثه ۵ تن از آنان کشته شدند. همسایه‌ها شنیده بودند کسی پیش از ریختن بنزین به در خانه و آتش زدن آن فریاد «هایل هیتلر» سر داده بود. با این وجود، بسیاری از آلمانی‌ها این حملات به خارجی‌ها را محکوم کردند و با در دست داشتن شمع به راهپیمایی پرداختند.
به نظر گرگ نس به دلیل اینکه مردم ترکیه تیره‌پوست‌تر و مسلمان بودند، مخالفت بیشتری در اعطای حق شهروندی به آن‌ها در آلمان انجام گرفت.

### ارمنستان
عمدتاً به خاطر نسل‌کشی سال ۱۹۱۵ میلادی؛ روابط ترک‌ها و ارمنی‌ها به شکل تاریخی دشمنانه بوده است. در حکومت عثمانی حدود ۱٫۵ میلیون ارمنی را در نسل‌کشی ارمنی‌ها کشته شدند در نتیجه ارمنستان و ارمنی‌های پراکنده تحت ترک‌ستیزی با هم یگانه شدند.
بر پایه یک نظرسنجی در سال ۲۰۰۷ نزدیک به ۷۸٪ از ارمنیان، کشور ترکیه را یک تهدید جدی می‌دانند. همچنین ۷۲٪ نیز مخالف تجارت با ترک‌ها بودند.

### بلغارستان

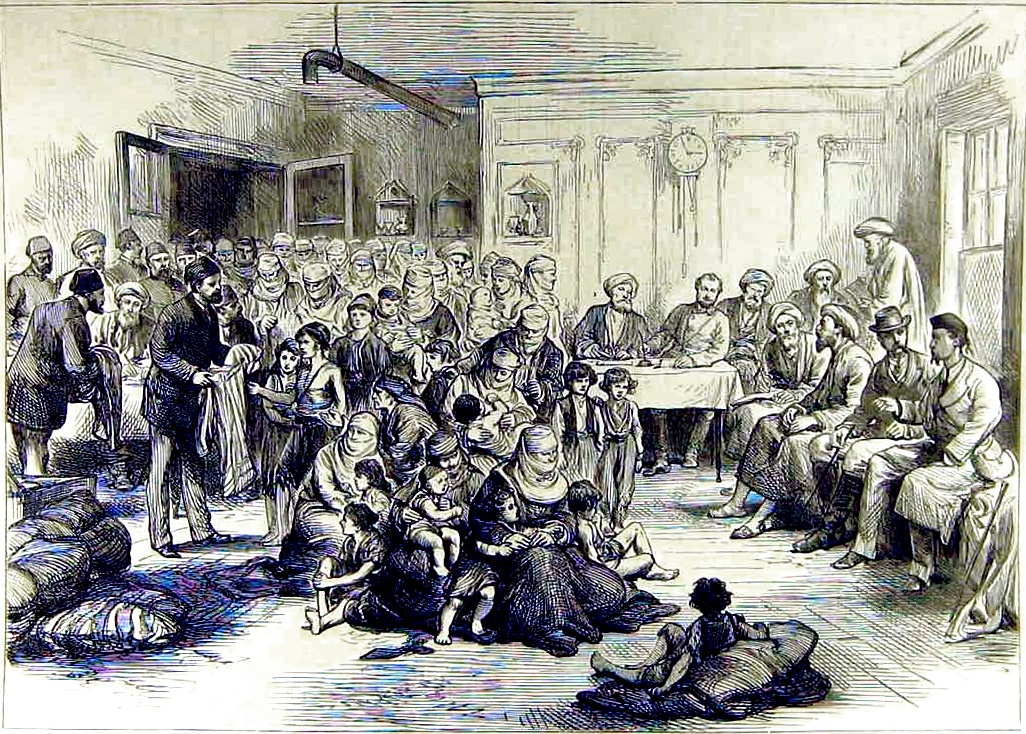
توزیع پوشاک در میان آوارگان ترک بلغارستان در سال ۱۸۷۷

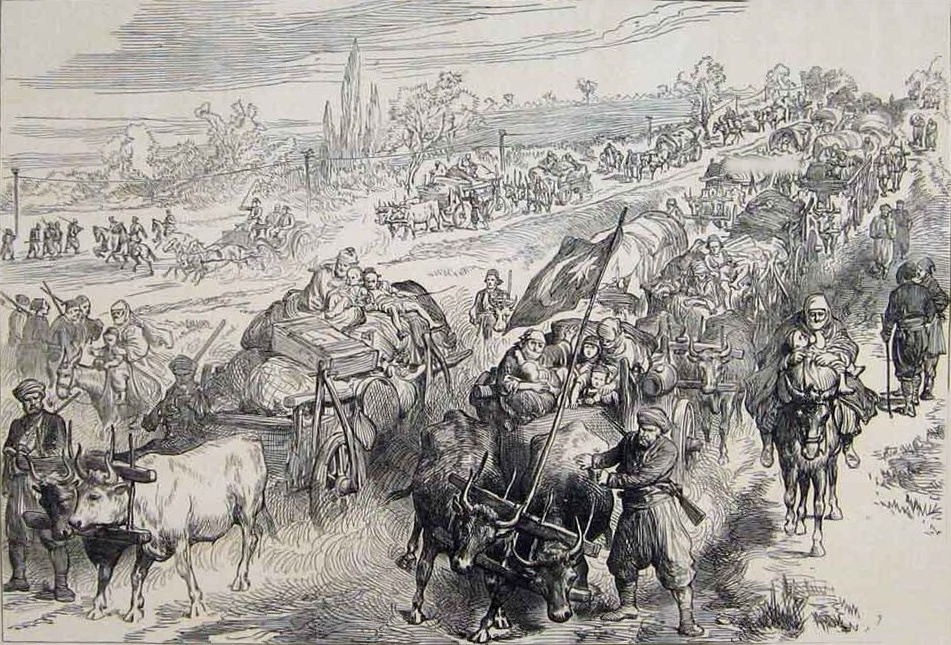
آوارگان ترک ولیکو ترنوو به شوملا وارد می‌شوند (۱۸۷۷).

جمعیت ترک‌های کشور بلغارستان پیش از شکل گرفتن این کشور در سال ۱۸۷۸ میلادی تقریباً یک سوم از کل جمعیت بود؛ با این وجود، برخی پژوهش‌گران (عمدتاً ترک) بر این باور هستند که ترک‌ها در اکثریت بودند. در سال ۱۸۷۶ تقریباً ۷۰٪ از زمین‌های کشاورزی به ترک‌ها تعلق داشت. یک تاریخ‌نگار ترک به نام تورهان چتین بر این باور بود که جنگ روسیه و عثمانی (۱۸۷۷–۱۸۷۸) به معنای پاکسازی ترک‌ها از بالکان بود. ادعا شده است در میان سال‌های ۱۹۲۳ تا ۱۹۴۹ بالغ بر ۲۲۰٬۰۰۰ نفر از ترک‌ها به ترکیه مهاجرت کردند. هرچند که دولت ترکیه تشویق به مهاجرت می‌کرد. سپس موج دیگری از ترک‌ها بلغارستان را ترک کردند. در میان سال‌های ۱۹۴۱ تا ۱۹۵۱ بالغ بر ۱۵۵٬۰۰۰ نفر از بلغارستان به صورت اختیاری یا اجباری خارج شدند. اگرچه، مهاجرت‌های انجام شده طبق توافق با دولت ترکیه انجام شد.
در سال ۱۹۸۴ دولت بلغارستان یک سیاست بلغاری کردن را آغاز کرد که طی آن ویژگی‌های فرهنگی و قومی ترک‌های بلغارستان محدود می‌شد. تقریباً ۸۰۰٬۰۰۰ ترک مجبور به تغییر نام خود به یک نام بلغاری شدند. همچنین ترک‌ها دیگر حق شرکت در مراسم مذهبی اسلامی را نداشتند. همین‌طور نمی‌توانستند در مکان‌های عمومی ترکی صحبت کنند یا پوشاک سنتی ترکی بر تن کنند. از سال ۱۹۸۶ ترک‌ستیزی در بلغارستان بار دیگر شدت گرفت. این اقدامات در نهایت منجر به بزرگ‌ترین مهاجرت دست جمعی در اروپا پس از پایان جنگ جهانی دوم شد و در میان آن ۳۵۰٬۰۰۰ ترک به کشور ترکیه وارد شدند. این اتفاق میان ژوئن تا اوت ۱۹۸۹ افتاده است و از آن به عنوان سیر بزرگ یاد می‌شود. پس از برکناری تئودور زیوکوف بیش از ۱۵۰۰۰۰ نفر از ترک‌ها به بلغارستان برگشتند. اما بیش از ۲۰۰ هزار نفر به‌طور دائم در ترکیه باقی ماندند.
بوکو بوریسو که متهم به داشتن تمایلات ترک‌ستیزانه شده بود، در انتخابات ژوئیه ۲۰۰۹ به قدرت رسید. در دسامبر ۲۰۰۹ وی پشتیبانی خود را از حرکتی که حزب ATAKA و رهبرش در مورد پخش اخبار روزانه به زبان ترکی از تلویزیون ملی بلغارستان مطرح شده بود، اعلام کرد. اما پس از آن وی این پشتیبانیش را پس گرفت. نخست‌وزیر ترکیه نگرانی خود را از افزایش احساس‌های ترک‌ستیزانه در بلغارستان به نخست‌وزیر بلغارستان ابراز کرد. وزیر امور خارجه ترکیه هم نگرانیش در مورد تند شدن بحث‌ها در مورد اخبار به زبان ترکی در بلغارستان را بیان کرد. ایوان دیکوف اعلام کرد نه همه حزب ATAKA ولی بسیاری از مردم بلغارستان از طرح اخبار به زبان ترکی خشمگین شدند.
برخی از مورخان بلغاری، بلغارها را که قومی ترک نیمه کوچ‌نشین هستند، ایرانی می‌دانند. به گفته ریموند دترز، نظریه ایرانی ریشه در دوره‌های احساسات ضد ترک در بلغارستان دارد و انگیزه ایدئولوژیک دارد. از سال ۱۹۸۹، لفاظی‌های ضدترک، اکنون در نظریه‌هایی که تز مبدأ ترکی بلغارهای اولیه را به چالش می‌کشند، منعکس شده است. در کنار تئوری ایرانی یا آریایی، استدلال‌هایی به نفع منشأ خودمختاری نیز ظاهر شد.

### ایران
در ایران ترک ستیزی به شکل برخی عبارات توهین آمیز بیان می‌شد. درحال حاضر با افزایش آگاهی مردم و آشنایی بیشتر با ترک‌های جهان خصوصاً ترکیه و آذربایجان، کاهش چشم‌گیری پیدا کرده است. ریشهٔ استفاده از عبارت «خر» به مخالفان امپراتوری عثمانی بازمی‌گردد که ترک‌ها در آن‌جا به دلیل گستردگی امپراتوری ترکان عثمانی که تقریباً تمامی جهان عرب را شامل می‌شد، در اقلیت بودند. در ایران، شخصیت برخی از جوک‌ها نیز ترک است. البته جوک ساختن دربارهٔ دیگر اهالی ایران از جمله رشتی‌ها، اصفهانی‌ها، لرها، شیرازی‌ها و قزوینی‌ها که همگی ایرانی‌تبار هستند، در همه اقوام نیز رایج است.
در سال‌های گذشته شخصی همچون برندا شیفر یهودی در نوشته‌های خود تلاش زیادی برای نشان دادن ترک ستیزی در ایران و اختلافات میان ترک‌های ایران خصوصاً آذربایجان و دیگر اقوام ساکن آذربایجان داشته است. در مقابل برخی تاریخ نویسان و پژوهشگران کارهای او را فاقد ارزش و نمونه‌ای از «تحریف تاریخ و یک دستورکار سیاسی» و «کار در ازای پول» توصیف می‌کنند.

خبرگزاری «آناتولی» ترکیه پس از استفاده دو خبرگزاری «ایرنا» به‌عنوان رسانه رسمی دولت ایران و «فارس» وابسته به سپاه پاسداران برای توصیف ویروس کرونا از واژه نژادپرستانه «تُرکتازی» نوشت:
«استفاده از این واژه توسط رسانه‌های «جمهوری اسلامی» طی سال‌های اخیر همواره با اعتراض شهروندان تُرک ایران به عنوان بخش بزرگی از جمعیت این کشور مواجه شده است.»
و در مقاله از فصلنامه تاریخ اسلام و ایران انتشارات معاونت پژوهشی دانشگاه الزهرا با عنوان «ناسیونالیسم ایرانی و مسئلهٔ آذربایجان و زبان ترکی» بررسی شده است که چرا طی مرحله دوم تکوین ناسیونالیسم در ایران (دهه گذار از قاجاریه به پهلوی)، ترک ستیزی به یکی از عناصر سلبی ناسیونالیسم ایرانی تبدیل شد و این رویکرد چه پیامدهایی برای موقعیت زبان ترکی در ایران داشت؟ در مقاله نتیجه‌گیری شده است که ناسیونالیسم ایرانی مبتنی بر نژاد آریایی، تحت تأثیر شرایط سیاسی و بحران‌های بعد از انقلاب مشروطه و جنگ جهانی اول، در مواجهه با حضور سیاسی و نظامی امپراتوری عثمانی در مرزهای غربی ایران و استقلال جمهوری آذربایجان از روسیه تزاری، مسئله ترک و زبان ترکی در آذربایجان را یک معضل متعارض با هویت ملی ایرانی تلقی کرد؛ به همین دلیل ترک‌ستیزی به عنوان یکی از صفات و ویژگی‌های سلبی ناسیونالیسم ایرانی ظاهر شد.

### یونان
در حال حاضر، جامعه‌ای از ترک‌ها در تراکیه غربی یعنی در شمال شرقی یونان زندگی می‌کنند. در سال ۱۹۹۲ ترک‌ها دارای ۸۴٪ از زمین‌های تراکیه غربی بودند اما اکنون اقلیتی میان ۲۰–۴۰٪ را شامل می‌شوند. این کاهش نتیجه روش‌های گوناگون دولت یونان در تشویق مردم یونانی به خرید زمین‌های ترک‌ها یا استفاده از وام‌های کم بهره دولتی است. ترک‌های تراکیه غربی معمولاً بین ۱۲۰ تا ۱۳۰ هزار نفر تخمین زده می‌شوند ولی دولت یونان از این عده به عنوان یونانیان مسلمان یاد می‌کند و اقلیت ترک‌تبار در تراکیه غربی را به رسمیت نمی‌شناسد. دادگاهای یونان نیز برای استفاده از واژه ترک مجاز نیستند. در سال ۱۹۸۹ دادگاه اعلی یونان اعلام کرد که واژه ترک تنها برای شهروندان کشور ترکیه می‌تواند مورد استفاده قرار بگیرد و استفاده آن برای مسلمانان یونان باعث به خطر افتادن نظم عمومی می‌شود.

### قبرس
جزیره قبرس در سال ۱۹۶۰ به عنوان یک کشور مستقل شناخته شد و بر پایه توافق‌نامه زوریخ قدرت میان ترک‌ها و یونانی‌ها تقسیم گشت. در دسامبر ۱۹۶۳ رویدادهایی که از آن به عنوان «کریسمس خونین» (به ترکی:kanli noel) یاد می‌شود، اتفاق افتاد. با آغاز عملیات نظامی یونانی‌های این جزیره، ترک‌های قبرس کشور را ترک کردند و این سرآغاز درگیری‌های قومی میان ترک‌ها و یونانی‌ها در این جزیره بود که برای ۱۱ سال ادامه پیدا کرد. در این درگیری‌ها طرف ترک تلفات سنگین‌تری را متحمل شد و حدود ۲۵ هزار نفر که یک پنجم جمعیت ترک‌ها را شامل می‌شد، آواره شدند. این افراد در حدود ۱۰ سال تا پیش از حمله سال ۱۹۷۴ ترکیه به جزیره قبرس به صورت پناهنده زندگی می‌کردند. تا اواخر سال ۱۹۶۰ تنش ادامه پیدا کرد و در طی این مدت حدود ۶۰ هزار نفر از ترک‌های قبرسی مجبور به ترک خانه‌های خود و مهاجرت به کشورهای دیگر شدند؛ این منجر به خروج ترک‌های قبرس و مهاجرت بیشتر آنان به بریتانیا و بقیه به ترکیه، آمریکای شمالی و استرالیا شد.

### هلند
هلند نیز به همانند آلمان اقلیت قابل توجهی از ترک‌ها را دارد. ترک‌های هلند دومین گروه قومی اقلیت در هلند محسوب می‌شوند و فرهنگشان به صورت واضح با فرهنگ هلندی‌ها متفاوت در نظر گرفته می‌شود. حتی با وجودی که سیاست‌های بهتری در مقایسه با برخی از کشورهای دیگر اروپایی مانند آلمان تصویب شده است ولی دیدبان حقوق بشر از هلند به خاطر نقض حقوق بشر توسط قوانین جدید علیه گروه‌های اقلیت قومی ترک انتقاد می‌کند. کمیسیون اروپایی علیه نژادپرستی و عدم تحمل در گزارش سوم خود در سال ۲۰۰۸ دربارهٔ هلند گزارش می‌دهد. در این گزارش از هلند به خاطر بدگمانی و تبعیض علیه گروه اقلیت ترک‌ها به عنوان یک نتیجه از سیاست‌های بحث‌برانگیز دولت هلند انتقاد شده است. در این گزارش همچنین اشاره شده که «لحن بحث‌های سیاسی و دولتی در سراسر هلند و دیگر مسائل مربوط به اقلیت‌های قومی وخامت چشمگیری» را تجربه کرده است.
به تازگی، اصطلاحاتی مثل مهاجران به عنوان یک اصلاح همه گیر به جای کلمه دیگران گسترش یافته است. شبکه اروپایی مبارزه علیه نژادپرستی که یک سازمان بین‌المللی با حمایت کمیسیون اروپا است، گزارش داده است که در هلند نیمی از ترک‌ها تجربه تبعیض نژادی داشته‌اند. همین گزارش از رشد اسلام هراسی موازی با یهودستیزی حکایت می‌کند. یکی دیگر از سازمان‌های بین‌المللی مرکز نظارت بر نژادپرستی و بیگانه هراسی اروپا روند نگرش به اقلیت‌ها در هلند به صورت برجسته در مقایسه با نتایج متوسط اتحادیه اروپا روند منفی دارد. بررسی‌ها حاکی از آن است که در هلند ترجیح بر یکسان‌سازی فرهنگی اقلیت‌ها است تا غنی‌سازی فرهنگی توسط فرهنگ اقلیت‌ها.

### اتحاد جماهیر شورویوروسیه

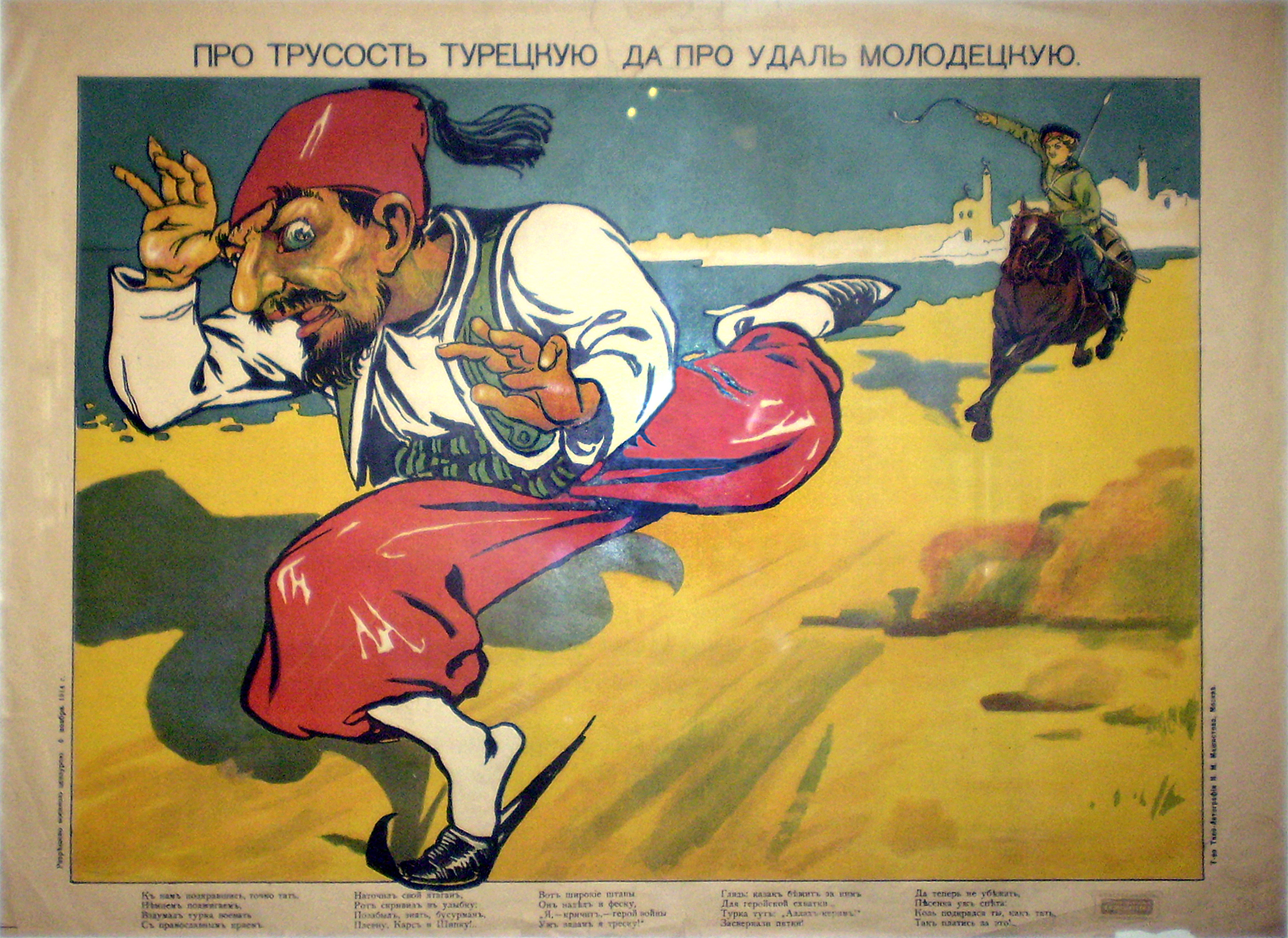
پوستر تبلیغاتی روسی در زمان جنگ جهانی اول که فرار یک ترک عثمانی از یک روس را نمایش می‌دهد

در شوروی ترک ستیزی به وسیله پاکسازی قومی ترک‌ها صورت گرفت. این کار توسط پلیس مخفی شوروی و ارتش سرخ به عنوان مجازات تبعید انجام شد. دلیل این تبعیدها آماده شدن شوروی برای فشار آوردن به ترکیه بود. در سال ۱۹۴۵ ویاچسلاو مولوتف وزیر امور خارجه روسیه به‌طور رسمی درخواست تسلیم کردن سه استان (قارص، آرتوین و ارداهان) به سفیر ترکیه در مسکو را داد. همچنین مسکو آماده پشتیبانی از ادعای ارمنی‌ها نسبت به چند استان دیگر ترکیه شد؛ بنابراین، جنگ در برابر ترکیه محتمل به نظر می‌رسید و ژوزف استالین می‌خواست که مناطق استراتژیک ترک‌نشین (به ویژه کسانی که در استان مسختی گرجستان حضور داشتند) نزدیک مرز گرجستان و ترکیه را از وجود ترک‌های که گمان می‌کرد نیات خصمانه‌ای نسبت به اتحاد جماهیر شوروی خواهند داشت، پاکسازی کند. این اخراج‌ها نسبتاً به صورت ضعیف مستند شده‌اند ولی منابع شوروی نشان می‌دهد حدود ۱۱۵ هزار نفر از این منطقه بیرون شدند و بیشتر در آسیای میانه و ازبکستان جای داده شدند.
در سال ۱۹۸۹ درگیری‌ای بین ترک‌ها و ازبک‌ها روی داد که طی آن ۱۰۳ نفر کشته، ۷۰ خانه ویران و بیش از ۹۰ هزار ترک مسختی از ازبکستان رانده شدند. رویدادهای سال ۱۹۸۹ دومین اخراج ترک‌های مسختی محسوب می‌شد. کسانی که در ازبکستان باقی ماندند، از تبعیض قومی شکایت داشتند.
ترک‌هایی که در درون و پیرامون قره باغ کوهستانی زندگی می‌کردند، در سال ۱۹۹۰ که ارمنی‌ها کنترل منطقه را به دست گرفتند، مجبور به ترک خانه‌های خود شدند. با این وجود، ترک‌هایی که به مسختی بازگشتند با مشکلی روبرو بودند و آن این بود که ارمنی‌ها و گرجی‌هایی که در خانه‌های آن‌ها ساکن شده بودند، عهد کرده بودند در برابر هر بازگشتی با اسلحه از خانه‌ها حفاظت کنند. همچنین بسیاری از گرجی‌ها بر این باور بودند که ترک‌ها باید به ترکیه جایی که واقعاً به آن تعلق دارند، فرستاده شوند.
به تازگی، برخی از ترک‌های روسیه به ویژه کسانی که در کراسنودار سکونت دارند، با دشمنی مردم بومی مواجه شده‌اند. ترک‌های مسختی کراسنودار با نقض قابل توجه حقوق بشر و حقوق شهروندی خود روبرو بوده‌اند. آن‌ها از حقوق مدنی، سیاسی و اجتماعی، حق داشتن اموال و کار محروم شدند. بنابراین، بسیاری از ترک‌های کراسنودار از سال ۲۰۰۴ مجبور به پناهندگی به آمریکا شده‌اند و برای سومین بار مهاجرت کردند. آن‌ها همچنان از بازگشت همیشگی به گرجستان محروم هستند.

## نقل‌قول‌ها
ویلیام گلدستون (۱۸۷۶):
آن‌ها [ترک‌ها] در مجموع، از آن روز سیاهی که وارد اروپا شدند، یکی از بزرگ‌ترین نمونه‌های ضدبشریت در میان انسان‌ها بودند. هرکجا رفتند، یک خط سیر از خون پشت سر خود به‌جا گذاشتند و هرچه مسلط‍تر شدند، تمدن از انظار ناپدید شد. آن‌ها در همه‌جا با زور حکومت کردند و مخالف حکومت قانونی بودند.

کاردینال نیومن (۱۸۰۱–۱۸۹۰): 
قدرت بربرها که قرن‌هاست در قلب بسیاری از دنیاهای باستانی نشسته است و مشهورترین کشورهای باستانی و مذهبی و زیباترین مناطق زمین را در چنگال حیوانی‌اش گرفتار کرده است… بی‌شرمانه نیمی از تاریخ جهان را تصاحب کرده است.

ژوهان فابر، اسقف شهر وین (۱۵۴۱–۱۵۳۶) در مورد ترک‌های آن زمان این‌گونه می‌نویسد: 
در میان اشرار زیر آسمان‌ها موجودی ظالم‌تر و بی‌شرم‌تر از ترکان وجود ندارد که به اشخاص در هیچ سن و جنسیتی رحم نمی‌کنند و در کمال بی‌رحمی، پیر و جوان را از دم تیغ گذرانده و رحم زنان باردار را پاره کرده و جنین آن‌ها را بیرون می‌کشند.
فیلیپ ملانشتن
وقتی به تاریخ نگاه می‌کنم، متوجه می‌شوم که هیچ ملتی به اندازه ترک‌ها در کفر، زنا، وحشی‌گری و هر نوع زندگی وحشی و آشفته‌ای زندگی نمی‌کرده است.
ولتر (۱۶۹۴–۱۷۷۸)
... ستمگران به زنان و دشمنان هنر…

### نقل قول‌ها از برخی زبان‌ها
ارمنی ?հո թուրք չես ترک هستی؟կարծես թուրքի տուն լինի همانند خانهٔ ترک می‌ماند.
روسی Незваный гость хуже Татарина مهمان ناخوانده همانند ترک تاتار بد است.
هلندی eruit zien als een Turk شبیه یک ترک کثیف و نفرت‌انگیز است.rijden als een Turk مانند ترک رانندگی می‌کند که اشاره به راننده بد است.
- حتی در دهه‌های بعد از آنکه که مهاجران ترکیه‌ای به هلند آمدند، اکثر دائرةالمعارف‌ها و لغت‌نامه‌ها، از جمله لغت‌نامهٔ وان دیل، واژه ترک را فردی کثیف، وحشی و خونخوار، به جای کسی که در کشور ترکیه زندگی می‌کند، معنی کرده‌اند.

آلمانی Liegt ein Turke tot in Keller در این گور که می‌بینی، ترک خوابیده است.
ایتالیایی bestemmia come un Turco همانند ترک بد بود.puzza come un Turco مانند ترک سیگار می‌کشد.Mamma li Turchi ترک کافر
فرانسوی C'est un vrai Turc یعنی واقعاً ترک است (در مورد فردی که بی‌رحم و خشن باشد).
نروژی Sint som en tyrker ضرب‌المثلی در نروژ که می‌گویند عصبانی مثل ترک است.
صربی و سایر زبان‌های کشورهای کنونی یوگسلاوی سابق puši ko Turčin / пуши ко Турчин مانند ترک سیگار می‌کشد (اشاره به کسی که زیاد سیگار می‌کشد).
رومانیایی Măi, turcule «توی ترک» برای اشاره به فردی که چیزی را نمی‌تواند درک کند، کله‌شق، نادان و کوته‌فکر است.a fuma ca un turc مانند ترک سیگار می‌کشد (در اشاره به شخصی که خیلی سیگار می‌کشد).

## فهرست کتاب‌ها
- Aydıngün, Ayşegül; Harding, Çigğdem Balım; Hoover, Matthew; Kuznetsov, Igor; Swerdlow, Steve (2006), Meskhetian Turks: An Introduction to their History, Culture, and Resettelment Experiences (PDF), http://www.cal.org/: Center for Applied Linguistics, archived from the original (PDF) on 14 July 2007, retrieved 15 July 2012 {{citation}}: External link in |place= (help)
- Barton, Frederick D.; Heffernan, John; Armstrong, Andrea (2002), Being Recognised as Citizens (PDF), http://www.humansecurity-chs.org/: Commission on Human Security, archived from the original (PDF) on 27 February 2013, retrieved 15 July 2012 {{citation}}: External link in |place= (help)
- Blacklock, Denika (2005), FINDING DURABLE SOLUTIONS FOR THE MESKHETIANS (PDF), http://www.ecmi.de/: EUROPEAN CENTRE FOR MINORITY ISSUES, archived from the original (PDF) on 2 June 2010, retrieved 15 July 2012 {{citation}}: External link in |place= (help)
- Çetin, Turhan (2008), "THE SOCIO-ECONOMIC OUTCOMES OF THE LAST TURKISH MIGRATION (1989) FROM BULGARIA TO TURKEY", Turkish Studies, 3 (7): 241–270
- Cohen, Roberta; Deng, Francis Mading (1998), The Forsaken People: Case Studies of the Internally Displaced, Brookings Institution Press, ISBN 0-8157-1514-5.
- Cornelius, Wayne; Martin, Philip; Hollifield, James (1994), Controlling Immigration: A Global Perspective, Stanford University Press, ISBN 0-8047-2498-9.
- Cornell, Svante E. (2001), Small nations and great powers: a study of ethnopolitical conflict in the Caucasus, Routledge, ISBN 0-7007-1162-7.
- Coşkun, Ufuk (2009), AHISKA/MESKHETIAN TURKS IN TUCSON: AN EXAMINATION OF ETHNIC IDENTITY (PDF), http://www.u.arizona.edu/: UNIVERSITY OF ARIZONA, archived from the original (PDF) on 11 January 2012, retrieved 15 July 2012 {{citation}}: External link in |place= (help)
- Demirtaş-Coşkun, Birgül (2010), "Reconsidering the Cyprus Issue: An Anatomy of Failure og European Catalyst (1995-2002)",  in Laçiner, Sedat; Özcan, Mehmet; Bal, İhsan (eds) (eds.), USAK Yearbook of International Politics and Law 2010, Vol. 3, USAK Books, ISBN [[ویژه:منابع کتاب/6054030264|6054030264[[Category:Articles with invalid ISBNs]]]] {{citation}}: |editor3-first= has generic name (help); Check |isbn= value: invalid character (help).
- Drobizheva, Leokadia; Gottemoeller, Rose; Kelleher, Catherine McArdle (1998), Ethnic Conflict in the Post-Soviet World: Case Studies and Analysis, M.E. Sharpe, ISBN 1-56324-741-0.
- Dummett, Michael (2001), On Immigration and Refugees, Routledge, ISBN 0-415-22707-0.
- Eminov, Ali (1997), Turkish and other Muslim minorities in Bulgaria, Routledge, ISBN 0-415-91976-2.
- Hirschon, Renée (2003), Crossing the Aegean: An Appraisal of the 1923 Compulsory Population Exchange Between Greece and Turkey, Berghahn Books, ISBN 1-57181-562-7.
- Hüssein, Serkan (2007), Yesterday & Today: Turkish Cypriots of Australia, Serkan Hussein, ISBN 0-646-47783-8.
- Katsikas, Stefanos (2010), Bulgaria and Europe: Shifting Identities, Anthem Press, ISBN 1-84331-846-6.
- Lee, Martin (1999), The Beast Reawakens, Taylor & Francis, ISBN 0-415-92546-0.
- Levinson, David (1998), Ethnic groups worldwide: a ready reference handbook, Greenwood Publishing Group, ISBN 978-1-57356-019-1.
- Minahan, James (2002), Encyclopedia of the Stateless Nations: L-R, Greenwood Publishing Group, ISBN 0-313-32111-6.
- Nees, Greg (2000), Germany: Unraveling an Enigma, Intercultural Press, ISBN 1-877864-75-7.
- Neuburger, Mary (2004), The Orient within: Muslim minorities and the negotiation of nationhood in modern Bulgaria, Cornell University Press, ISBN 0-8014-4132-3.
- Papadakis, Yiannis (2005), Echoes from the Dead Zone: Across the Cyprus divide, I.B.Tauris, ISBN 1-85043-428-X.
- Ramet, Sabrina (1999), The Radical Right in Central and Eastern Europe Since 1989, Penn State Press, ISBN 0-271-01811-9.
- Savvides, Philippos K (2004), "Partition Revisited: The International Dimension and the Case of Cyprus",  in Danopoulos, Constantine Panos; Vajpeyi, Dhirendra K.; Bar-Or, Amir(eds) (eds.), Civil-military relations, nation building, and national identity: comparative perspectives, Greenwood Publishing Group, ISBN 0-275-97923-7 {{citation}}: |editor3-first= has generic name (help).
- Solsten, Eric (1999), Germany: A Country Study, DIANE Publishing, ISBN 0-7881-8179-3.
- Staab, Andreas (1998), National Identity in Eastern Germany: Inner Unification or Continued Separation?, Greenwood Publishing Group, ISBN 0-275-96177-X.
- Ther, Philipp; Siljak, Ana (2001), Redrawing nations: ethnic cleansing in East-Central Europe, 1944-1948, Rowman & Littlefield, ISBN 0-7425-1094-8.
- Tocci, Nathalie (2004), EU accession dynamics and conflict resolution: catalysing peace or consolidating partition in Cyprus?, Ashgate Publishing, ISBN 0-7546-4310-7.
- Tocci, Nathalie (2007), The EU and conflict resolution: promoting peace in the backyard, Routledge, ISBN 0-415-41394-X.
- Whitman, Lois (1990), Destroying ethnic identity: the Turks of Greece, Human Rights Watch, ISBN 0-929692-70-5.